# والتر غونزاليس
والتر غونزاليس (بالإسبانية: Walter González) (21 يونيو 1995 في باراغواي - ) هو حكم كرة قدم ومدرب كرة قدم ولاعب كرة قدم باراغواياني في مركز الهجوم. شارك مع منتخب الباراغواي تحت 20 سنة لكرة القدم. أما مع النوادي، فقد لعب مع أوليمبيا أسونسيون وكلوب ليون ونادي أروكا ونادي كاربي.

## وصلات خارجية
- والتر غونزاليس على موقع قاعدة بيانات كرة القدم.إي يو (الإنجليزية)
- والتر غونزاليس على موقع Soccerway.com (الإنجليزية)
- والتر غونزاليس على موقع AS.com (الإسبانية)